# Politique économique de la France
La politique économique de la France est la politique économique menée par le gouvernement de la France. Elle comprend la politique budgétaire, la politique industrielle, la politique de l'emploi, la politique commerciale, la politique de la concurrence ou encore la politique monétaire.

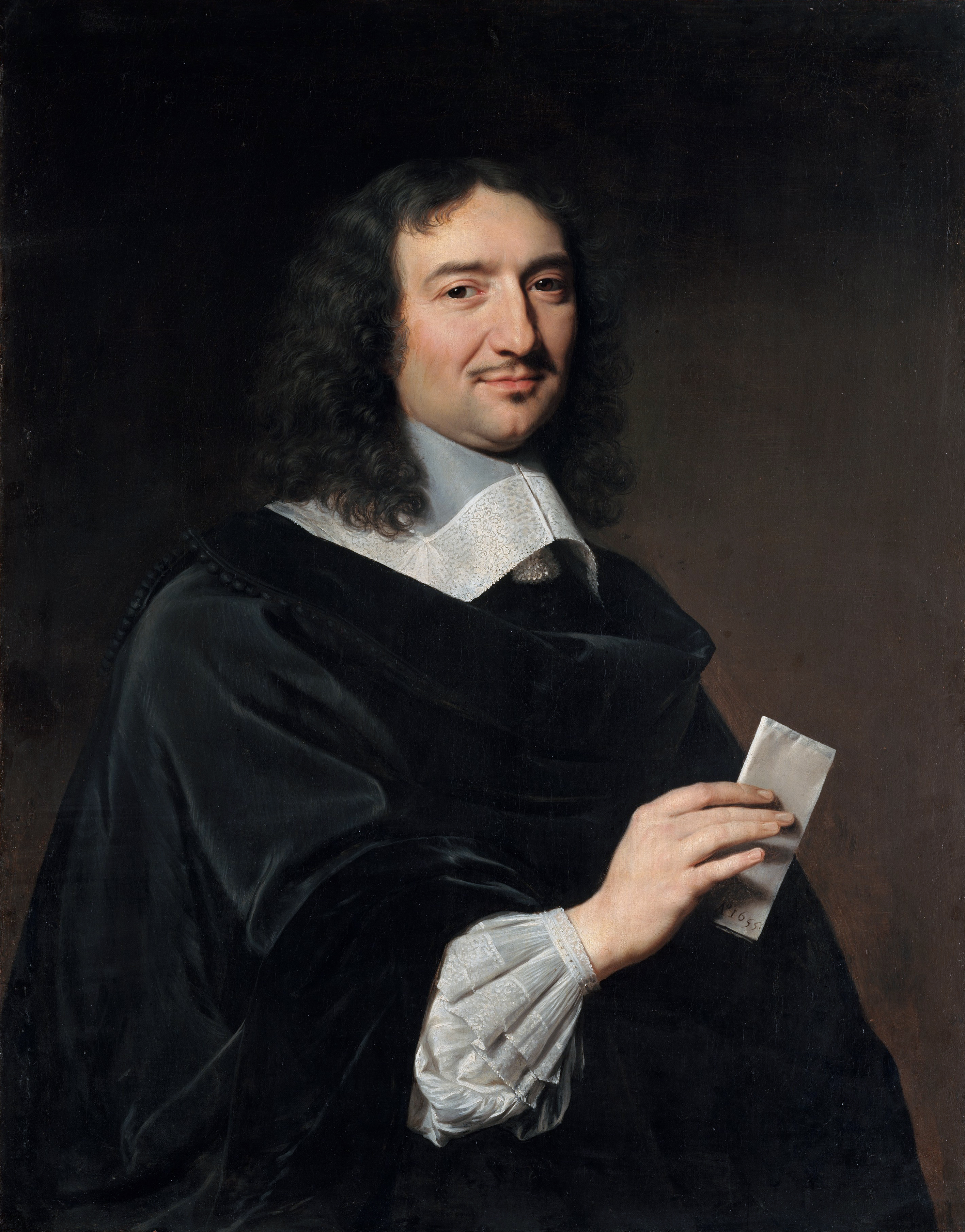
En France au XVII, Jean-Baptiste Colbert (1619-1683) a favorisé le développement de l'industrie et du commerce par la création de fabriques et monopoles royaux.

## Histoire

### Présidence d'Emmanuel Macron
En 2020, à la suite de la crise économique liée à la pandémie de Covid-19, le gouvernement annonce un plan de relance de l'économie française à hauteur de 100 milliards d'euros.

## Institutions
La politique économique de la France est coordonnée par le ministère de l'Économie et des finances. 
De 1946 à 2006, le Commissariat général du Plan a été chargé de la planification économique du pays.
Créé en 1997 par le gouvernement de Lionel Jospin, le Conseil d'analyse économique fait des recommandations de politiques publiques auprès du Premier ministre.
La Direction générale du Trésor est chargée de l'analyse des politiques économiques auprès du ministère de l'économie et des finances.